# AMI (azienda)
L'A.M.I. Spa (Apparecchi Musicali Italiani) è stata un'azienda torinese fondata sul finire degli anni Cinquanta da Franco Schreiber e Luigi Lazzaroni di Quargnento. Furono i primi a lanciare il jukebox in Italia.

## Storia
L'azienda, era specializzata nell'importazione e nell'assemblaggio in Italia dei jukebox prodotti dalla statunitense AMI (Automatic Musical Instruments), fu fondata da Franco Schreiber, un finanziere che intuì il potenziale del mercato dei jukebox in Italia. Fu il promotore dell'importazione delle macchine AMI dagli Stati Uniti insieme a Luigi Lazzaroni, un imprenditore nel settore delle spedizioni internazionali, il quale contribuì alla fondazione della società con la sua esperienza logistica e commerciale. La sede era in Corso Filippo Turati 28, Torino. L'ultimo dei quattro tecnici che lavorarono presso l'AMI di Torino fu Franco Tomasi, entrato in azienda nei primi anni Sessanta. Negli anni Settanta l'azienda produsse e distribuì diversi modelli di flipper elettromeccanici.
L'azienda cessò l'attività nel 1977. 